# Allée couverte von Ville Bellanger
 Die Allée couverte von Ville Bellanger ist ein Galeriegrab und liegt nahe bei La Bouillie in Hénansal, bei Lamballe im Département Côtes-d’Armor in der Bretagne in Frankreich.

## Beschreibung
Das Südwest-Nordost orientierte Galeriegrab ist innen etwa 13,0 m lang, 1,3 m breit und 0,9 m hoch. Es wird im Norden von acht und im Süden von sechs Orthostaten begrenzt. Von den sieben Decksteinen  sind zwei (durchschnittlich 3,0 m lang und 2,0 m breit) einschließlich des in zwei Teile zerbrochenen erhalten.
Drei Tragsteine und ein Deckstein wurden in die Nähe von Ypern in Belgien verbracht, um den sogenannten  „Dolmen von Boesinghe“ (auch „Dolmen du Carrefour des Roses“ genannt) zu errichten zur Erinnerung an die toten Bretonen in der belgischen Armee während des Ersten Weltkrieges.
Der Dolmen im benachbarten Hénanbihen und der Kalvarienberg von Plouagat wurden nach Pilckem in Belgien verbracht, wo ebenfalls Bretonen begraben wurden, die während des Ersten Weltkrieges dem ersten Gasangriff erlagen.
In Hénanbihen, in der Nähe befindet sich die Allée couverte von La Roche Couverte.